# Richard Brinsley Sheridan
 "Sheridan" omdirigeres hertil. For andre betydninger af Sheridan, se Sheridan (flertydig).
Richard Brinsley Sheridan (født 30. oktober 1751 i Dublin, død 7. juli 1816 i London) var en irsk skuespilforfatter og politiker.
R.B. Sheridan var søn af skuespiller og teaterleder Thomas Sheridan (1719-88) og forfatter Frances Chamberlaine (1724-66). Familien flyttede permanent til London i 1758. Her gik Richard på den berømte privatskole Harrow School. Han begyndte at studere jura og at komme sammen med skuespilleren Elizabeth Linley (1754-92).  Han afbrød studierne pga. familiernes modstand mod forbindelsen og flygtede til Frankrig i 1772. Da parret var gift og vendte tilbage i 1773, bosatte det sig i London, og Sheridan begyndte at skrive for scenen. Hans komedier blev en succes, der gjorde ham i stand til i 1778 at købe Drury Lane teatret sammen med to venner. Hans mest berømte stykke The School for Scandal (på dansk: Bagtalelsens Skole) fra 1777 regnes som en af de største komedier, der er skrevet på engelsk.
Som politiker blev Sheridan en ledende skikkelse i Whig-partiet. Han kom ind i parlamentet i 1780 og var der til 1812. Hans politiske karriere omfattede poster som finan- og flådeminister (Treasurer of the Navy).

## Værker
Flere af sheridans værker er oversat til dansk.
- The Rivals (uropført 17. januar 1775) – dansk oversættelse ved N.T. Bruun (1798): Medbeylerne, ved Ludolph Fog (1852): Medbejlerne, ved Erik H. Madsen (1967): Rivalerne, dansk uropførelse 19. november 1799 på Det kongelige Teater
- St Patrick's Day, or The Scheming Lieutenant (uropført 2. maj 1775)
- The Duenna, opera, (uropført 21. november 1775) – dansk oversættelse ved Carl Engholm: Lille Salomon!, uropført 19. december 1869 på Casino.
- A Trip to Scarborough (uropført 24. februar 1777)
- The School for Scandal (uropført 8. maj 1777) – dansk oversættelse ved A.G. Thoroup (1784): Bagtalelsens Skole, ved N.V. Dorph (1841), dansk uropførelse 8. januar 1784 på Det kgl. Teater, frem til 1975 opført 199 gange smst.
- The Camp (uropført 15. oktober 1778)
- The Critic, or A Tragedy Rehearsed (uropført 30. oktober 1779)
- The Glorious First of June (uropført 2. juli 1794) – Sheridan skrev sangene til en velgørenhedsforestilling til fordel for sømændsenker og børn fra slaget den 1. juni
- Pizarro (uropført 24. maj 1799) – er en oversættelse og bearbejdning af det tyske skuespil: Die Spanier in Peru, oder Rollas Tod af August von Kotzebue – dansk oversættelse ved N.T. Bruun: Pizarro eller Rollas Død – dansk uropførelse 30. maj 1818 på Det kgl. Teater.